# 火烧英国代办处事件
火烧英国代办处事件是1967年8月发生在中华人民共和国“文化大革命”期间的一宗涉外事件，是中华人民共和国建国以来最严重的涉外事件之一。

## 背景
1967年5月，英屬香港发生六七暴动。为了声援香港左派將文革引入到香港的斗争，中共北京市委及社会各界发动了多次反英集会、游行。此外，在日趨熾烈的文革氣氛下，同年已发生多起冲击外交人员的事件，如焚毁蒙古驻华大使专车事件、1967年莫斯科红场事件。8月，中央文革小组成员王力、关锋秉承林彪、江青的旨意，煽动造反派夺取了中国外交部的权力。
因為自6月起《香港夜報》、《田豐日報》和《新午報》，這三家左派外圍報社連續刊登多篇煽動文章、鼓吹炸彈襲擊及發布假新聞意圖製造社會恐慌，香港警方在8月9日以違反《出版條例》及《煽動條例》拘捕了這三家報社的負責人及承印人合共5人。8月10日，案件在中央裁判司署首次提堂，律政司表示根據《出版條例》在案件正式開審前，有權向法庭申請禁制令即時禁止涉案的三家報社繼續出版，現時先向這三家報社發出不得刊登煽動文章的警告，暫時不申請停刊禁令，法官在庭上向三家涉案報社發出嚴正警告，然而這三家報社在負責人被起訴後無視法庭警告，在8月10日至15日持續刊登煽動文字，由於警告無效，律政司向法院申請停刊禁令，法院於8月17日頒令三家涉案報社停刊6個月。:1578月20日下午，中国外交部向英国政府提出限时照会（最後通牒），要求港英政府在48小时内取消对三家左派報社的出版禁令，释放19名被关押的驻港记者，否则一切后果由英方负责，并在报纸上公布。

## 经过
8月22日，红卫兵组织「反帝修联络站」组织数万人在英國駐北京代辦處门口召開「聲討英帝反華罪行大會」。大会由晚9点开始，抗议者“开始是守纪律的”，人群整齐地坐下、发表演讲，并用揚聲器高呼反英口号。
随着48小时的最后通牒期限过去，在晚上10时45分左右，大批造反派群众不顾警卫的阻拦冲入英國代表處，破壞房舍的門窗，将家具往窗外扔出，又用汽油罐和燃烧瓶放火焚燒代办处大楼和停泊的汽車。駐華代辦霍普森爵士和驻华參贊柯利達在事件初時带领职员和家眷前往代辦處的保险库躲避，但不久因大楼被縱火，惟有从紧急出口逃生，他們逃至院子時，红卫兵将他们围住，用棍棒殴打他们，并撕扯他们身上的衣物，他们“不仅遭唾埃踢，还被迫向毛主席像鞠躬”，霍普森堅拒向毛澤東像下跪，遭紅衛兵圍毆至血流披面、滿身傷痕，並有多名外交人員在事件中受伤。此外，霍普森的北京住所也遭到劫掠。
随后有消防车到达现场试图灭火，但一度被红卫兵所阻拦。凌晨，周恩来总理和江青命令红卫兵停止进攻。後來有解放军人員抵達，护送被圍困的英方人員撤離，前往瑞典、挪威、法国等歐洲國家的使馆暫住，但不得離開北京。

## 各方反应
8月23日凌晨，周恩来总理紧急召见外事口造反派组织代表，强烈谴责了这次违法行为。8月23日《人民日报》报道：“首都红卫兵和革命群众一万多人昨晚涌到英国驻华代办处举行声势浩大的示威，在门前举行了声讨英帝反华罪行大会，并激于义愤，对英国驻华代办处采取了强烈的行动。”
霍普森等人雖獲解放軍人員從被包圍及縱火的代辦處護送離開，及被帶到在北京使館區內的其他歐洲國家使館暫住，但因為中國政府不許英方外交人員離境，故此英方人員事实上是被軟禁於北京使館區多個月。8月23日，為回應駐華代辦處被焚及外交人員被限制離開北京，英国政府宣布限制50到60名中国驻英外交人员出境；英聯邦事務大臣喬治·湯姆森（George Thomson）称中方“公然践踏他国主权”。之后几天，中国驻英代办处（今中国驻英国大使馆）的人员和倫敦警察发生肢体冲突，有的外交人员还举着毛主席语录，中方有几名人员受伤。
1967年12月，在香港發生的左派暴亂結束，兩國關係轉趨緩和。1968年4月12日，仍然被中方禁止離開北京的英國駐華代辦霍普森，探望了在1967年7月21日被中國政府以「間諜罪」軟禁於住所地下室的英國籍記者安東尼·格雷。1968年8月，霍普森終於獲得中國政府發出離境許可，從北京飛抵香港。
1971年3月2日，周恩来接见英国駐華代办約翰·譚森（John Denson），就代辦處被衝擊及焚毀的事件向英方作出正式道歉。同年，中国外交部出资为英国代办处修复房屋的工程竣工。:163

## 對六七暴動的影響
因為中國政府限令港府在48小時內撤銷對三家左派報社的出版禁令及釋放19名左派媒體負責人和記者的最後通牒在8月22日晚上屆滿後，除了北京紅衛兵衝擊及焚毀英國駐華代辦處，中國當局沒有其他報復行動，:164加之在事發後，中國總理周恩來立即召見外交部造反派代表，譴責毆打英國外交官員及搗毀駐華代辦處的魯莽行為，並且就事件聯繫英國政府進行溝通，英國政府因而了解到中國政府不會作出更激烈的行動支持左派在香港發起的暴動，更不會為此對香港出兵，紅衛兵縱火焚毀駐華代辦處的事件反而暴露了中方的底牌，英國政府不用繼續顧慮港府強硬對付左派暴動會引來中方更強烈的反應，甚至爆發戰爭，當時由戴麟趾領導的港府因而有更大的空間採取強硬措施平息這場左派暴動。這次嚴重外交事件亦促使中共中央重新審視對六七暴動的取態，周恩來因為文革和左派的鬥爭不斷升級，情況已難以控制，被弄得騎虎難下，在外交上也陷於被動，最終在同年12月叫停左派在香港進行的激烈鬥爭。

## 英方人員後續情況
當晚在代辦處的23名英國外交官與職員中，有數人日後出任要職，如柯利達爵士（1978年任駐華大使）、艾博雅爵士（1994年任駐華大使）、約翰·韋斯頓爵士（1995年任常駐聯合國代表）、雷·惠特尼爵士（1978年任國會議員）。

## 延伸阅读
- Gary Ka-wai Cheung(張家偉). .  [六七暴動：香港戰後歷史的分水嶺]. 香港大學出版社. 2009-10-01: 109 – 120. ISBN 978-962-209-089-7.
- 辞海编纂委员会.  1. 上海: 上海辞书出版社. 2000. ISBN 7-5326-0630-9.

## 外部連接
维基共享资源上的相關多媒體資源：火烧英国代办处事件
- 春秋雜誌【1967火燒英國代辦處】路透社記者格雷筆下的北京噩夢記 （页面存档备份，存于）